# 启示录第1章
启示录1章是基督教圣经新约中约翰启示录的第一章。本卷传统上被认为是使徒约翰所写，但作者的确切身份一直是学术界争论的焦点。本章包含本卷的序言，以及约翰的异象和使命。